# Bernard Nalot
Bernard Nalot est un peintre et architecte toulousain, né avant 1508, et mort en 1549-1550.

## Biographie

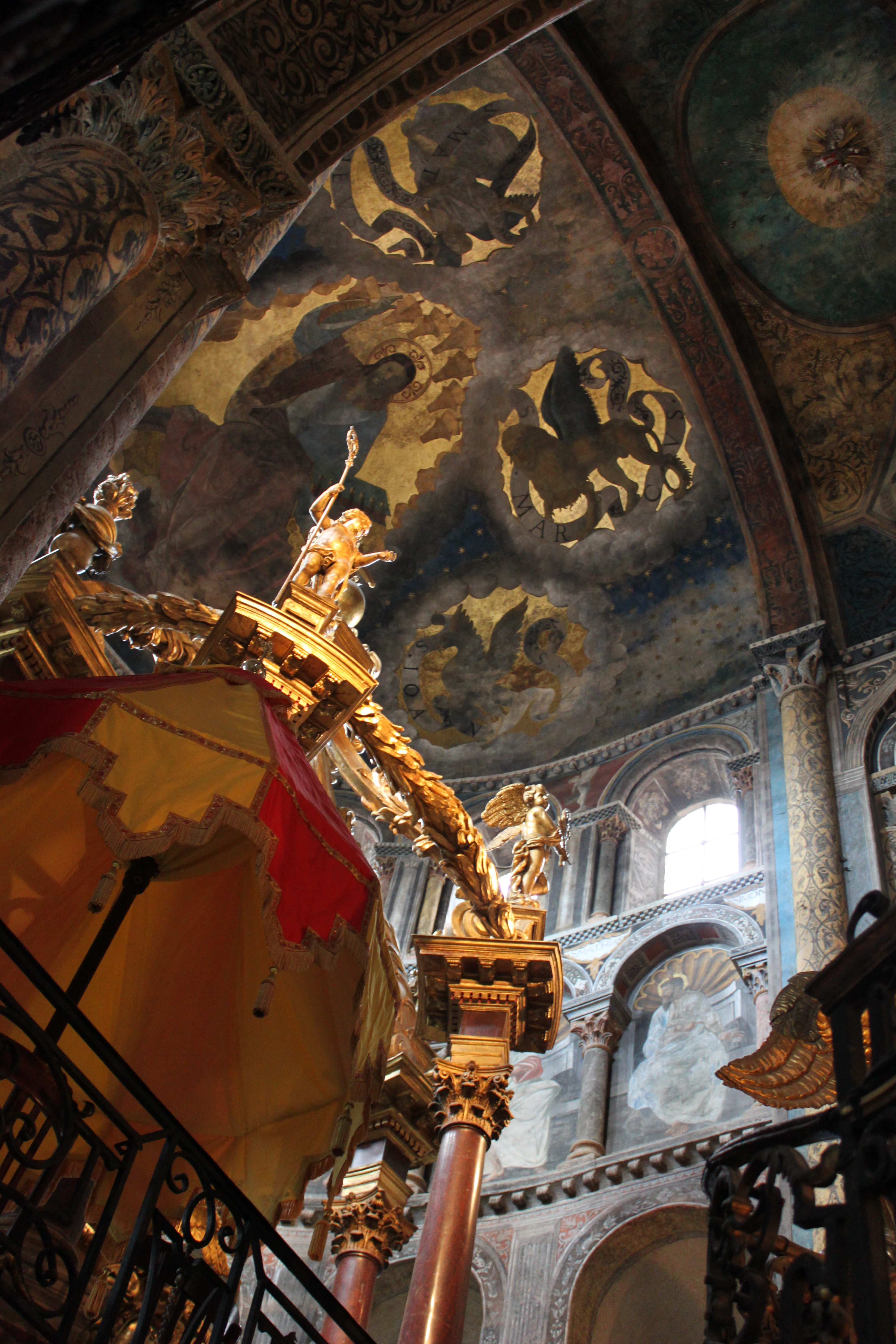
Peintures de la voûte du chœur de la basilique Saint-Sernin par Antoine Olivier et Bernard Nalot

Bernard Nalot est le fils de Guillaume Nalot (1500-avant 1508), maître-verrier, bayle de la corporation des peintres verriers de Toulouse, et de Jeanne Papillon, fille du maître-verrier Guillaume Papillon. Jeanne Papillon s'est remariée avec Antoine Ferret en 1510.
Descendant d'une grande famille d'artistes, Bernard Nalot a la confiance des capitouls. Il combinait les talents de peintre, de verrier d'architecte et d'expert. Entre 1533 et 1550, plus qu'un peintre, il a été apprécié comme conseiller technique. En 1533, il est choisi pour remettre les clés de la ville de Toulouse à François Ier. Il participe à la réalisation des décors pour les entrées royales de 1533 et 1545.
Un bail à besogne est conclu le 1er mai 1536 entre les peintres Bernard Nalot et Antoine Olivier avec les surintendants de Table de la Confrérie des Corps-Saints  pour « emblanchir l'intérieur de l'église » Saint-Sernin. Le contrat précise qu'ils doivent peindre sur la voûte « un grand Dieu le père avec quatre évangélistes ». Le contrat concerne toute la décoration du chœur et précise que les peintres ne doivent pas prendre d'autres travaux avant qu'ils aient terminé ceux-là. Il achève seul les peintures du chœur de l'abbatiale Saint-Sernin de Toulouse commencée avec Antoine Olivier mais ce dernier est mort accidentellement en tombant d'un échafaudage, en août 1536. Il est chargé de réparer quelques fenêtres des collatéraux vers 1542. Le 1er avril 1542, Bernard Nalot reçoit le solde de son contrat après vérification d'expert,. 
En 1541, il s’occupe avec Jehan Rancy et Nicolas Bachelier des réparations du pont de la Daurade. En 1542, il participe à l'établissement du devis du Pont-Neuf de Toulouse avec Antoine Ferret, Nicolas Bachelier et Louis Privat. En 1544, il élabore avec Jehan Rancy le plan des nouvelles fortifications de Toulouse qu'il présente au représentant du roi. En 1545, à l'église de la Dalbade, il décore le retable sculpté par Nicolas Bachelier.
Après son décès, il était considéré comme un des peintres toulousains les plus célèbres pendant le règne de François Ier. Son nom figure dans l' Histoire tolosaine d'Antoine Noguier, parue en 1556, dans un poème d'Augier Ferrier :
Pictura Nalotus erat praestantior omni
Artifice, illustres qua redderat arte coloris